# الجماعات شبه العسكرية اليمينية في كولومبيا
الجماعات شبه العسكرية اليمينية في كولومبيا هي قوّات شبه عسكرية عملت مع اليمين المتطرف ضد القوات الثورية الماركسية اللينينية المقاتلة، وضد حلفائهم الموجودين في أوساط السكان المدنيين. تسيطر هذه الجماعات شبه العسكرية على أغلب عمليات تجارة المخدرات (الكوكايين وغيرها من المواد غير المشروعة)، وهي المسؤولة عن معظم انتهاكات حقوق الإنسان التي ارتُكبت في النصف الأخير من النزاع المسلح الكولومبي المستمر.
كانت الجماعات شبه العسكرية اليمينية مسؤولة عن 70 إلى 80% على الأقل من عمليات القتل السياسي سنوياً في كولومبيا وذلك وفقاّ للعديد من المنظمات الدولية لحقوق الإنسان ووفقاّ للمنظمات الحكومية أيضاً. أما بقية الجرائم السياسية فقد ارتُكبت في الغالب من قبل العصابات اليسارية والقوات الحكومية.
نُظمت أولى المجموعات شبه العسكرية من قبل الجيش الكولومبي، وذلك بعد توصيات قدمها مستشارون عسكريون أمريكيون مختصّون في مكافحة العصيان أُرسِلوا إلى كولومبيا أثناء الحرب الباردة بهدف محاربة النشطاء السياسيين اليساريين، وجماعات العصابات المسلحة. اشتمل تطوير المجموعات شبه العسكرية الأكثر حداثة على النخب من أصحاب الأراضي، ومهرّبي المخدرات، وأعضاء قوات الأمن، والسياسيين، والشركات متعددة الجنسيات.

## تاريخ

### خطة لازو
أرسلت الولايات المتحدة الأمريكية في أكتوبر/ تشرين الأول من عام 1959 «فريق استقصاء خاص» مؤلفاً من خبراء في مكافحة العصيان للتحقيق في الوضع الأمني الداخلي لكولومبيا، وكان ذلك نتيجةً لزيادة انتشار المجموعات الشيوعية المسلحة -التي تشكّلت خلال «فترة العنف» وبعد انتهائها- في المناطق الريفية من كولومبيا. زار فريق فورت براغ الحربي رفيع المستوى بقيادة قائد مركز الحرب الخاصّة الجنرال وليام ب. ياربورو في فبراير/ شباط من عام 1962 كولومبيا للقيام بدراسة استقصائية ثانية.
شجّع ياربورو في ملحق سرّي تابع لتقريره الذي أرسله إلى هيئة الأركان المشتركة على إنشاء ونشر قوة شبه عسكرية لترتكب أعمالًا تخريبية وإرهابية ضد الشيوعيين:
يجب بذل جهد من قبل مجموعة قطرية لاختيار أفرادٍ مدنيين وعسكريين وإخضاعهم لتدريب سرّي على عمليات المقاومة لاستخدامهم لاحقاً إذا اقتضى الأمر. يجب أن يتمّ ذلك بغية تطوير هيكل مدني وعسكري لاستغلاله في حال تدهور نظام الأمن الداخلي الكولومبي. ينبغي استخدام هذا الهيكل من أجل الضغط باتجاه إجراء بإصلاحات ضرورية، واللجوء إلى وسائل مضادة، وبروباغندا مضادة، وإلى قوات شبه عسكرية تقوم بعمليات إعدام، ونشطاء تخريب و/أو متورطين في الأنشطة الإرهابية ضد مؤيدي الشيوعية المعروفين.
وُضِعت عام 1962 سياسة جديدة لمكافحة التمرّد تحت اسم «خطة لازو»، تضمنت الخطة دعوة للقيام بعمليات عسكرية مع القيام بنشاطات متعلقة بالمجتمع المدني في المناطق التي يسودها العنف. جنّد الجيش الكولومبي -تبعاً لتوصيات ياربورو- المدنيين في مجموعات «الدفاع المدني» شبه العسكرية، وعملت هذه المجموعات إلى جانب الجيش في حملته التي كانت تهدف إلى مكافحة التمرّد، وعملت مجموعات الدفاع المدني أيضاً كشبكات استخبارات مدنية تهدف إلى جمع المعلومات حول الأنشطة المتعلقة بحرب العصابات. قدّم فريق الولايات المتحدة الأمريكية العديد من النصائح كان من بينها «من أجل حماية مصالح كل من السلطتين الكولومبية والأمريكية في وجه اتهامات التدخل، فإن أي مساعدة خاصة تُقدم لصالح الأمن الداخلي يجب أن تكون بطبيعتها عقيمة وخفية» لم تقم الحكومة الكولومبية بأي محاولات للابتعاد عن إستراتيجية مكافحة التمرّد المُتمثلة بخطة لازو وياربورو حتى بداية الثمانينيات من القرن العشرين.

### القانون رقم 48 لعام 1968
وُضِع أول إطار قانوني لتدريب المدنيين من قبل قوات الجيش أو الشرطة لأغراض أمنية بموجب المرسوم الرئاسي الكولومبي الذي صدر خلال فترة حصار برقم 3398 لعام 1965، وحدّد متطلبات الدفاع عن البلد لـ «تنظيم واستغلال كل سكان البلاد ومواردها الطبيعية في سبيل ضمان الاستقلال الوطني والاستقرار المؤسساتي فيها» سمح هذا المرسوم -بشكلٍ مؤقّت- بتشكيل قوات الأمن الخاصة التي تُستخدم لحماية كبار ملاك الأراضي، وأصحاب مزارع تربية المواشي، والمسؤولين الحكوميين.
حلّ محل المرسوم الرئاسي رقم 3309 القانون رقم 48 لعام 1968، وهو جزء من تشريع دائم يعطي السلطات التنفيذية الكولومبية الصلاحية لإنشاء دوريات مدنية بموجب المرسوم، ويسمح لوزارة الدفاع أيضاً بتزويد أعضائها بأسلحة عسكرية. أشارت منظمة «هيومن رايتس ووتش» إلى أنه «على الرغم من أن عدد الدوريّات المدنية - العسكرية التي أنشأها الرئيس بشكلٍ رسمي كان قليلاً فإن الجيش قد ذكر مراراً أن القانون رقم 48 هو الأساس القانوني لدعمه لجميع الجماعات شبه العسكرية».
شجّعت سلسلة من الكتيبات العسكرية التي نُشرت في ستينيات القرن العشرين على إنشاء التنظيمات شبه العسكرية للمساعدة في محاربة العصابات المسلحة. نصّ مرسوم Reglamento de EJC 3-10, Reservado, de 1969 (مرسوم EJC-3 المقيّد الصادر في عام 1969) على إلزام القوات المسلحة بتنظيم لجانٍ للدفاع عن النفس، والتي عُرِّفت على أنها «تنظيمات ذات طابع عسكري مكونة من موظفين مدنيين في مناطق النزاع دُرِّبوا وأُمِدّوا بالعتاد اللازم لتنفيذ عمليات ضد العصابات المسلحة التي تشكل تهديداً لمنطقة ما أو للعمل بالتنسيق مع القوات المحاربة». وجب على هذه اللجان أن تبقى على اتصال دائم مع الضبّاط العسكريين المحليين، وأن تبقى في أعلى مستويات الانتباه لأي عمل شيوعي مشبوه في مجتمعاتهم، ولاسيما من قبل المشتبه بكونهم من «مؤيدي العصابات المسلحة». أيضاً أتاحت الكتيبات للأفراد العسكريين ارتداء ملابس مدنية في حالات الضرورة من أجل التسلل إلى مناطق يشتبه بأنها تابعة للعصابات، وبهدف مساعدة المرشدين المدنيين في السفر إلى جانب الوحدات العسكرية. بشكل منفصل، وُجّهت النصائح لأفراد الجيش بالمشاركة في الأنشطة اليومية للمجتمع أينما أمكن وحيثما أمكن، وذلك في سبيل كسب ثقة المواطنين المحليين.

### ثالوث A
بدأت بين عامي 1978 و 1979 منظمة شبه عسكرية يمينية متطرفة تعرف باسم "التحالف الأمريكي المناهض للشيوعية أو AAA أو ثالوث A (بالإنكليزية Triple A) حملةً إرهابية ضد الشيوعيين الكولومبيين شملت عمليات تفجير وخطف واغتيالات. كُشِف لاحقاً عن روابط مباشرة تربط منظمة AAA مع الجيش الوطني الكولومبي. كشفت الاتهامات التي كانت موجّهة للمنظمة حينها -بعد أن رُبطت مع وثائق خاصة بسفارة الولايات المتحدة الأمريكية كانت قد رفعت عنها السرية- عملية الإنشاء والتفعيل لكتيبة الاستخبارات والاستخبارات المضادّة التي حملت اسم "شاري سولانو، وعرفت اختصاراً باسم (BINCI)" والتي كانت تستخدم اسم Triple A باعتباره اسمًا سرّياً.

### بروز القوات شبه العسكرية
بدأت في سبعينيّات القرن العشرين تجارة الكوكايين غير القانونية، وأصبحت مصدراً رئيسياً لجني الأموال. تجاوزت صادرات كولومبيا من الكوكايين في عام 1982 صادرات القهوة، وأصبح الكوكايين يشكل 30% من إجمالي صادرات البلاد. بدأ الكثير من أفراد طبقة أباطرة المخدرات فاحشي الثراء بشراء مساحات شاسعةٍ من الأراضي للعديد من الأسباب، بعضها: غسيل الأموال التي يجنونها من بيع وتصدير المخدرات، والحصول على مكانة اجتماعية مرموقة بين النخبة الكولومبية التقليدية. أصبح تجّار المخدرات مع نهاية ثمانينيات القرن العشرين أكبر ملاكٍ للأراضي في كولومبيا، وأصبحوا يتمتعون بسلطة سياسية هائلة، وحشدوا جيوشًا خاصة لمحاربة العصابات المسلحة التي كانت تسعى إلى خطف أفرادٍ من عائلاتهم، أو إعادة توزيع أراضيهم على الفلاحين المحليين، أو تحصيل الضريبة القائمة على أساس الوزن التي كانت تُفرض عادة على النخبة التي تتملك عقارات.